# Il conquistatore dell'India (opera teatrale)
Il conquistatore dell'India (Clive of India) è un'opera teatrale del drammaturgo britannico R.J. Minney, debuttata a Windsor nel 1933.

## Trama
La pièce racconta della vita e delle azioni del militare politico britannico Robert Clive e, soprattutto, i fatti legati alla battaglia di Battaglia di Plassey.

## Produzioni
Il dramma debuttò al Theatre Royal di Windsor nel 1933, per poi essere proposta sulle scene del West End londinese, dove rimase in scena per un anno dal gennaio 1934 al gennaio 1935. La pièce rimase in scena per 413 repliche al Wyndham's Theatre e al Savoy Theatre. Leslie Banks interpretava il protagonista.

## Adattamento cinematografico
Richard Boleslawski diresse l'omonimo adattamento cinematografico del dramma, con Ronald Colman nel ruolo di Robert Clive.